# ГАЕС Гоенварте II
ГАЕС Гоенварте ІІ (Hohenwarte II) — гідроакумулювальна електростанція в Німеччині на річці Заале (ліва притока Ельби), у федеральній землі Тюрингія.
З середини 20-го століття в цьому районі діяла ГЕС-ГАЕС Гоенварте, як нижній резервуар якої використовувалось водосховище, створене на Заале греблею Айхіхт. У 1950-х цей водний об'єкт із об'ємом 5,14 млн м3 вирішили задіяти як нижній резервуар ще однієї гідроакумулювальної станції Amalienhöhe, яку ще в процесі будівництва перейменували на Гоенварте ІІ. Спорудження нової ГАЕС розпочалось у 1956-му та завершилося в період 1963—1966 років поступовим введенням восьми гідроагрегатів.
Як верхній резервуар використовується штучна водойма, створена на висотах на південь від Заале. Площа її поверхні 0,14 км2, можлива зміна рівня води — в межах 14 метрів. Резервуар має об'єм 3 млн м3, що при напорі у 304 метри еквівалентно 2 млн кВт-год, або 6,5 години роботи станції в турбінному режимі на повній потужності.
Від верхнього резервуару до машинного залу ведуть вісім водоводів довжиною 672 метри та діаметром від 1,9 до 2,6 метра. В останньому розміщено вісім турбін типу Френсіс та вісім насосів для закачування води у верхній резервуар.
Ефективність гідроакумулювального циклу станції 68 %.
Видача продукції відбувається по двох ЛЕП, що працюють під напругою 220 кВ.